# Séléniure de cuivre, d'indium et de gallium
Pour les articles homonymes, voir CIGS.
Le séléniure de cuivre, d'indium et de gallium, souvent abrégé CIGS, de l'anglais copper indium gallium selenide, est un composé chimique de formule générique CuInxGa1−xSe2. C'est un semi-conducteur à gap direct constitué de cuivre, d'indium, de gallium et de sélénium. Il s'agit d'une solution solide de CIS CuInSe2 (copper indium selenide, x = 1) et de CGS CuGaSe2 (copper gallium selenide, x = 0). Sa structure cristalline est semblable à celle de la chalcopyrite, dans le groupe d'espace I42d (no 122), avec une largeur de bande interdite variant de manière continue de 1,02 eV pour le CIS à 1,7 eV pour le CGS.

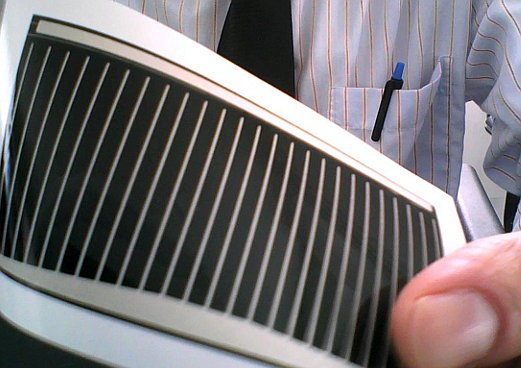
Cellules photovoltaïques en CIGS sur support plastique.

Ce matériau est utilisé essentiellement pour réaliser des cellules photovoltaïques à couches minces. Il présente l'avantage de pouvoir être déposé sur des surfaces flexibles afin de réaliser des panneaux solaires souples et légers.